# ANR – Music and More
ANR Music & More (früher: An'na Nadel Records) ist ein deutsches Independent-Label für Punk, Hardcore Punk, Ska, Ska-Punk usw. und wurde 1998 in Berlin gegründet. ANR veröffentlicht unter anderem Platten der russischen Ska-Punk-Band Distemper. Weitere Interpreten auf dem Label sind die Mad Monks, Hausvabot, Purgen, What We Feel und die Typhoon Motor Dudes.